# Makkabeeën
De Makkabeeën (Hebreeuws: מכבים of מקבים; Grieks: Μακκαβαῖοι) waren een Joodse priesterfamilie die vanaf 167 v.Chr. de Makkabese opstand leidde tegen het Seleucidische Rijk. Onder leiding van Judas Makkabeüs stichtte zij in 164 v.Chr. de dynastie van de Hasmoneeën, die over Judea regeerde tot de verovering van het land door de Romeinen in 63 v.Chr.
Het apocriefe/deuterocanonieke Bijbelboek I Makkabeeën beschrijft hoe de Joodse priester Mattathias de Hasmoneeër zich beklaagde over het oprukkend Hellenisme in Jeruzalem en opriep tot een heilige oorlog. Hij weigerde om de Griekse goden te aanbidden en trok zich met zijn vijf zonen terug uit de stad naar het dorpje Modi'im. Andere Joden die met de Thora wilden leven, sloten zich bij hen aan. Na de dood van Mattathias omstreeks 166 v.Chr. nam zijn zoon Judas de leiding over en groeide de opstand uit tot een ware oorlog tegen de Seleuciden. De bijnaam van Judas was Maccabi, "de hamer". Later ging deze naam over op zijn vader en broers.
De vijf zonen van Mattathias waren:
- Johannes bijgenaamd Gaddi, "mijn geluk", sneuvelde kort na Judas in 160 v.Chr.
- Simon bijgenaamd Tassi, regeerde als de eerste koning van 142 tot 135 v.Chr.
- Judas bijgenaamd Makkabeüs, "de hamer", sneuvelde in 160 v.Chr.
- Eleazar bijgenaamd Avaran, sneuvelde in 162 v.Chr.
- Jonatan bijgenaamd Affus, "de behoedzame", sneuvelde in 143 v.Chr.

Het Joodse feest Chanoeka herdenkt de herovering van de tempel in Jeruzalem door het leger van Judas in 165 v.Chr.

## Boeken
Het boek 1 Makkabeeën, geschreven rond 100 v.Chr., geeft een (eenzijdig) verslag van de opstand en het herstel van het oude Joodse koninkrijk. Het wordt door Joden als historisch betrouwbaar gezien en is als deuterocanoniek opgenomen in de orthodoxe en rooms-katholieke canons.
2 Makkabeeën beschrijft de periode van 180 tot 161 v.Chr. wanneer Judas een overwinning boekt op de Syrische generaal Nicanor. In de katholieke en orthodoxe traditie wordt het werk als canoniek beschouwd, maar protestanten wijzen het af.
3 Makkabeeën speelt zich ongeveer vijftig jaar voor de Makkabese opstand rond 217 v.Chr. af. Het boek beschrijft hoe de Egyptische koning Ptolemaeus IV Philopator op bovennatuurlijke wijze wordt weerhouden van wreedheden tegen de Joden in zijn land.
4 Makkabeeën is geen historische beschrijving, maar geeft filosofisch commentaar op de eerste drie boeken.
5 Makkabeeën is vooral een samenvatting van de gebeurtenissen in 1 en 2 Makkabeeën en de relevante hoofdstukken van Flavius Josephus.